# Lulu von Strauß und Torney

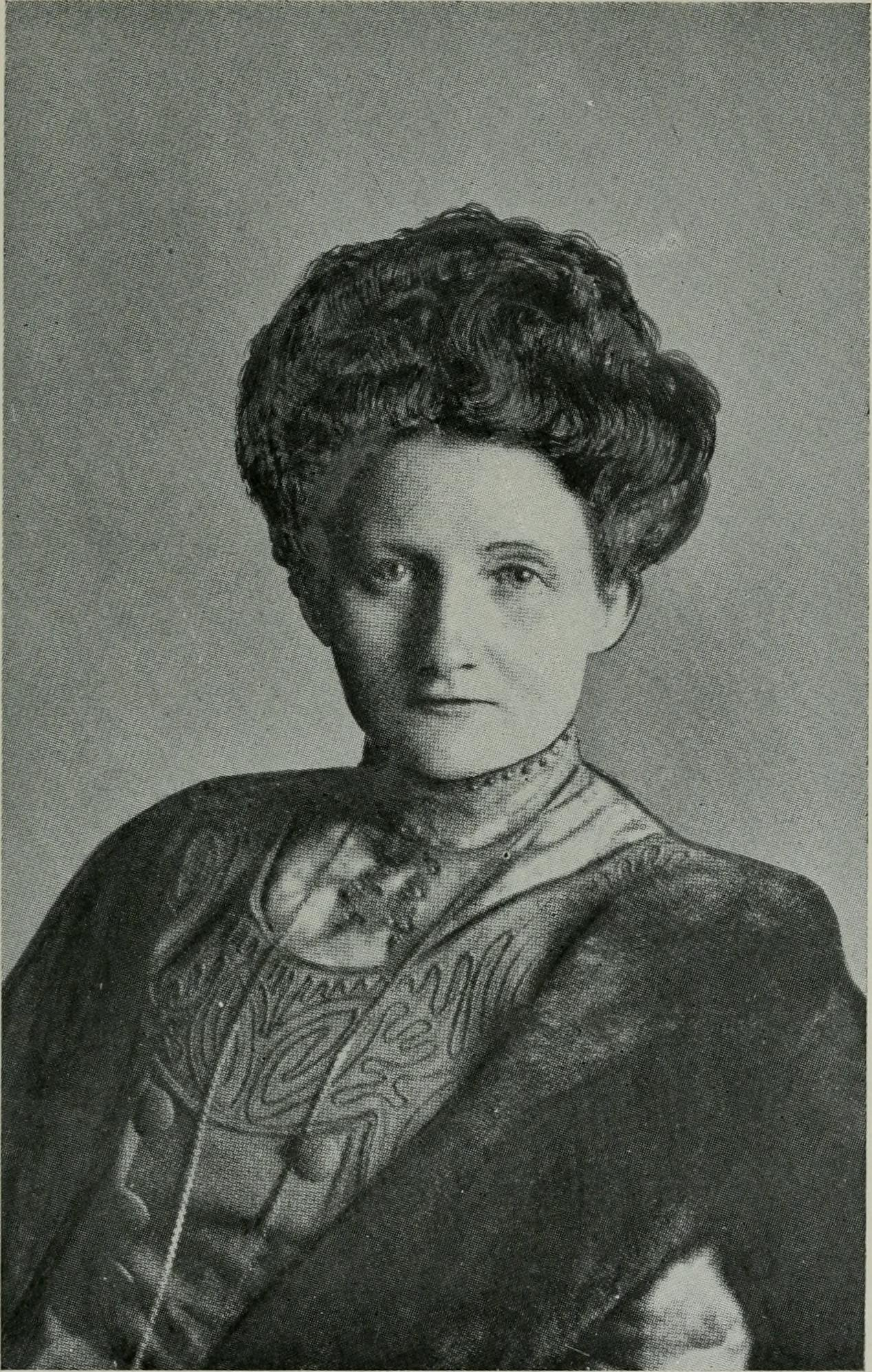
Lulu von Strauß und Torney

Luise „Lulu“ Elisabeth von Strauß und Torney (* 20. September 1873 in Bückeburg; † 19. Juni 1956 in Jena) war eine deutsche Dichterin und Schriftstellerin.

## Familie
Luise Elisabeth von Strauß und Torney entstammte dem niedersächsischen Geschlecht Strauß und Torney, das im 19. Jahrhundert in den Adelsstand erhoben wurde und mit dem Pfarrer Georg Burchard Strauß (um 1584–1632) in Rethmar erstmals urkundlich genannt ist. Sie war die Tochter des königlich preußischen Generalmajors Lothar von Strauß und Torney (1835–1903) und der aus dem Amt Varel stammenden Gutsbesitzerstochter Kathinka Harms (1843–1917). Ihr Großvater war der fürstlich schaumburg-lippesche Minister, Religionshistoriker und Dichter Viktor von Strauß und Torney (1809–1899), ihr Onkel der Senatspräsident des Berliner Oberverwaltungsgerichts Hugo von Strauß und Torney (1837–1919) und ihre Tante die Schriftstellerin Hedwig von Schreibershofen (1840–1922).

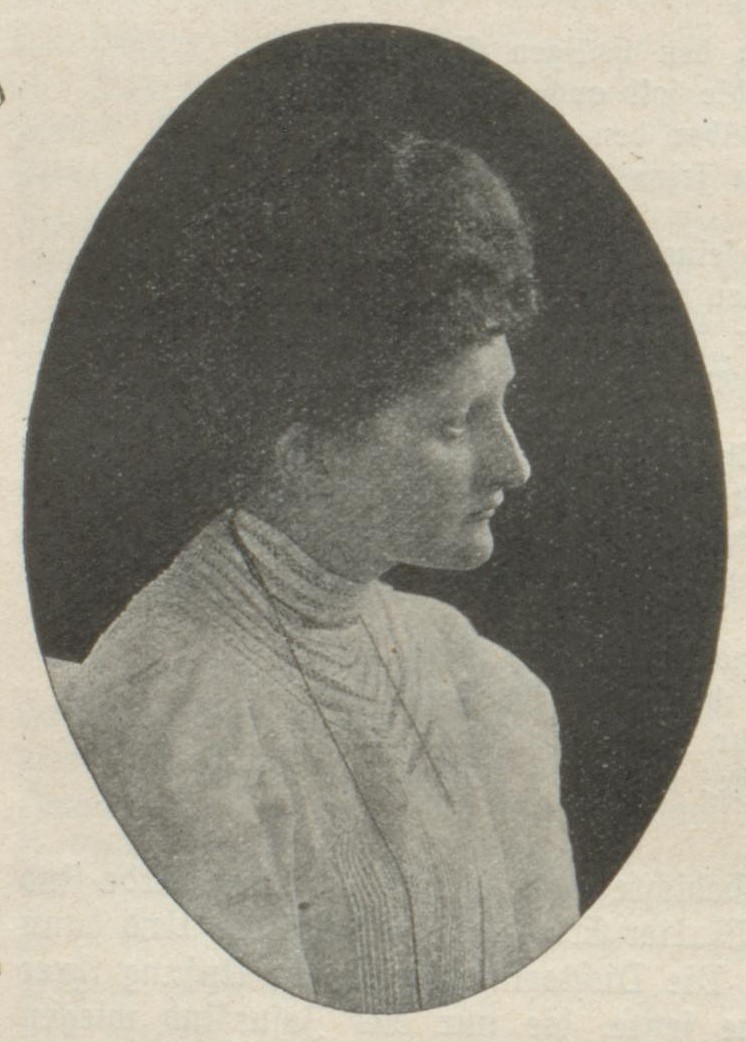
Peter Matzen (Göttingen): Lulu von Strauß und Torney

## Leben und Werk
1898 veröffentlichte sie erste Gedichte. Ihre Themen fand sie im idyllischen Schaumburger Land, aber auch im Marschland und an der Nordsee. 1901 erschien ihre erste Novelle Bauernstolz. Sie fand Kontakt zum Göttinger Kreis um Börries von Münchhausen, der sie  Agnes Miegel vorstellte, und zu Theodor Heuss. Mit ihnen verband sie eine lebenslange Freundschaft. Ihre wichtigsten Werke verfasste sie alle vor dem Ersten Weltkrieg. Am 18. April 1916 heiratete sie in Bückeburg den Verleger Eugen Diederichs (1867–1930) und zog nach Jena. Unter seinem Einfluss wandte sie sich religiösen Themen, Sagen und Märchen zu.
Am 26. Oktober 1933 unterzeichnete sie zusammen mit acht weiteren Frauen und 79 männlichen Autoren das Gelöbnis treuester Gefolgschaft für Adolf Hitler. 1939 ließ sie sich mit einigen ihrer Gedichte in den „Gratulations-Prachtband zu Hitlers 50. Geburtstag“ eintragen. Ab 1941 beteiligte sie sich am damals gegründeten Eisenacher Institut zur Erforschung und Beseitigung des jüdischen Einflusses auf das deutsche kirchliche Leben an dessen Projekt zur „Entjudung“ des Neuen Testaments. Sie war im dortigen „Arbeitskreis Volkstestament“ für dessen „dichterische Wortfassung“ zuständig und erarbeitete die Übersetzung des NT zu einer „entjudeten“ Fassung mit. Diese machte Jesus von Nazaret zum Arier und Gegner des Judentums und seiner biblischen Überlieferungen. Diese nach rassistischen und antisemitischen Leitlinien erstellte Neufassung wurde unter dem Titel Die Botschaft Gottes veröffentlicht. Strauß und Torneys Mitwirkung daran wurde ab 1994 historisch erforscht.
Die Nationalsozialisten zählten die Werke von Lulu von Strauß und Torney zur Blut-und-Boden-Literatur. Sie gehörte in der Zeit des Nationalsozialismus zu den Dichtern, die von der Reichsschrifttumskammer besonders gewürdigt und benutzt wurden. So hieß es in einem Schulungsleitfaden für den Bund Deutscher Mädel: Die Erzählungen und Balladen der Dichterin seien „erdverbunden“ und Ausdruck für die „Heiligkeit von Blut und Boden“. Strauß und Torney stand 1944 in der Gottbegnadeten-Liste des Reichsministeriums für Volksaufklärung und Propaganda.
Für heutige Literaturwissenschaftler passen die Themen und Züge mancher ihrer Werke (etwa Reif steht die Saat) in die Kategorie der Blut-und-Boden-Literatur. Andere ihrer Werke wurden mit dem Wehrwolf-Roman von Hermann Löns verglichen.
Ein Teilnachlass von Strauß und Torney befindet sich in der Handschriftenabteilung der Stadt- und Landesbibliothek Dortmund, ein anderer Teil im Staatsarchiv Bückeburg.

## Auszeichnungen
- 1912: Fastenrath-Preis
- 1921: Ebner-Eschenbach-Preis
- 1943: Goethe-Medaille für Kunst und Wissenschaft
- 1943: Gaukulturpreis Westfalen-Nord

## Werke (in Auswahl)
- Bauernstolz. Novelle. 1901.
- Eines Lebens Sühne. Novelle. 1904.
- Die Dorfgeschichte in der modernen Literatur. 1906.
- Hof am Brink. 1906.
- Lucifer. Roman. 1907.[6]
- Das Leben des heiligen Franz von Assisi. 1909.
- Sieger und Besiegte. Novellen. 1909.
- Judas. Roman. 1911 (später unter dem Titel Der Judashof. Ein niederdeutscher Erbhofroman. 1937.)
- Reif steht die Saat. Neue Balladen. 1919.
- Der Jüngste Tag. Roman. 1922.
- Das Leben der Heiligen Elisabeth. 1926.
- Deutsches Frauenleben in der Zeit der Sachsenkaiser und Hohenstaufen. 1927.
- Vom Biedermeier zur Bismarckzeit. Aus dem Leben eines Neunzigjährigen. Biografie. 1932 (über Viktor von Strauß und Torney)
- Auge um Auge. Erzählung. 1933.
- Erde der Väter. Ausgewählte Gedichte. 1936.
- Das goldene Angesicht. Gedichte. 1943.
- Das verborgene Angesicht. Erinnerungen. 1943.